# Olympische Sommerspiele 1972/Leichtathletik – 200 m (Männer)
Der 200-Meter-Lauf der Männer bei den Olympischen Spielen 1972 in München wurde am 3. und 4. September 1972 im Olympiastadion München ausgetragen. 57 Athleten nahmen teil.
Olympiasieger wurde Walerij Borsow aus der Sowjetunion. Er gewann vor dem US-Amerikaner Larry Black und dem Italiener Pietro Mennea.
Jeweils zwei Läufer aus der Bundesrepublik Deutschland – offiziell Deutschland – und der DDR gingen an den Start. Die bundesdeutschen Athleten waren Martin Jellinghaus und Manfred Ommer, für die DDR liefen Siegfried Schenke und Hans-Joachim Zenk. Alle vier kamen bis ins Halbfinale, in dem Ommer ausschied. Im Finale belegte Jellinghaus Platz sieben, die DDR-Läufer Schenke Platz sechs und Zenk Rang acht.

Der Schweizer Philippe Clerc schied im Viertelfinale aus.

Läufer aus Österreich und Liechtenstein nahmen nicht teil.

## Bestehende Rekorde
| Weltrekord         | 19,83 s | Tommie Smith ( USA) | Finale OS Mexiko-Stadt, Mexiko | 16. Oktober 1968 |
| Olympischer Rekord | 19,83 s | Tommie Smith ( USA) | Finale OS Mexiko-Stadt, Mexiko | 16. Oktober 1968 |

Der bestehende olympische Rekord, gleichzeitig Weltrekord, wurde bei diesen Spielen nicht erreicht. Die schnellste Zeit erzielte der sowjetische Olympiasieger Walerij Borsow mit 20,00 s bei Windstille im Finale am 4. September.

## Durchführung des Wettbewerbs
Die Athleten traten am 3. September zu neun Vorläufen an. Die jeweils vier Laufbesten – hellblau unterlegt – sowie die nachfolgend vier Zeitschnellsten – hellgrün unterlegt – kamen ins Viertelfinale am selben Tag. Die dort jeweils drei Laufbesten – wiederum hellblau unterlegt – und der nachfolgend Zeitschnellste – hellgrün unterlegt – qualifizierten sich für das Halbfinale am 4. September. Aus den beiden Vorentscheidungen erreichten die jeweils ersten Vier – hellblau unterlegt – das Finale, das am selben Tag stattfand.

## Zeitplan
3. September, 11:00 Uhr: Vorläufe

3. September, 15:40 Uhr: Viertelfinale

4. September, 15:25 Uhr: Halbfinale

4. September, 18:10 Uhr: Finale

## Vorrunde
Datum: 3. September 1972, ab 11:00 Uhr

### Vorlauf 1
Wind: +1,4 m/s
| Platz | Name              | Nation           | Zeit    |
| ----- | ----------------- | ---------------- | ------- |
| 1     | Siegfried Schenke | DDR              | 20,66 s |
| 2     | Bruno Cherrier    | Frankreich       | 20,79 s |
| 3     | Jiří Kynos        | Tschechoslowakei | 20,95 s |
| 4     | Audun Garshol     | Norwegen         | 21,16 s |
| 5     | Pasqualino Abeti  | Italien          | 21,17 s |
| 6     | Solomon Belaye    | Äthiopien        | 21,73 s |
| DNS   | Zenon Nowosz      | Polen            |         |

### Vorlauf 2
Wind: −0,8 m/s
| Platz | Name               | Nation           | Zeit    |
| ----- | ------------------ | ---------------- | ------- |
| 1     | Donald Quarrie     | Jamaika          | 21,04 s |
| 2     | Martin Jellinghaus | BR Deutschland   | 21,10 s |
| 3     | Andrés Calonge     | Argentinien      | 21,39 s |
| 4     | Ladislav Kříž      | Tschechoslowakei | 21,58 s |
| 5     | Michael Sands      | Bahamas          | 21,61 s |
| 6     | Yeo Kian Chye      | Singapur         | 21,89 s |
| DNS   | Amadou Meïté       | Elfenbeinküste   |         |
| DNS   | Rodolfo Rieder     | Paraguay         |         |

### Vorlauf 3
Wind: −1,8 m/s
Motsapi Moorosi nahm als erster Sportler Lesothos an Olympischen Spielen teil.
| Platz | Name                  | Nation              | Zeit    |
| ----- | --------------------- | ------------------- | ------- |
| 1     | Walerij Borsow        | Sowjetunion         | 20,64 s |
| 2     | Edwin Roberts         | Trinidad und Tobago | 20,95 s |
| 3     | Richard Hardware      | Jamaika             | 21,09 s |
| 4     | Motsapi Moorosi       | Lesotho             | 21,15 s |
| 5     | Su Wen-ho             | Taiwan              | 21,55 s |
| 6     | Jean-Pierre Bassegela | Volksrepublik Kongo | 21,72 s |
| 7     | Hamad Ndee            | Tansania            | 21,74 s |

### Vorlauf 4
Wind: +2,7 m/s
| Platz | Name               | Nation                 | Zeit    |
| ----- | ------------------ | ---------------------- | ------- |
| 1     | Pietro Mennea      | Italien                | 20,53 s |
| 2     | Markku Juhola      | Finnland               | 20,98 s |
| 3     | Ainsley Armstrong  | Trinidad und Tobago    | 21,12 s |
| 4     | Guillermo González | Puerto Rico            | 21,22 s |
| 5     | Sammy Monsels      | Niederländisch-Guayana | 21,26 s |
| 6     | Gaston Malam       | Kamerun                | 21,71 s |
| 7     | Gary Georges       | Haiti                  | 22,97 s |

### Vorlauf 5
Wind: +1,2 m/s
| Platz | Name                 | Nation         | Zeit    |
| ----- | -------------------- | -------------- | ------- |
| 1     | Larry Black          | USA            | 20,79 s |
| 2     | René Metz            | Frankreich     | 21,08 s |
| 3     | Brian Green          | Großbritannien | 21,26 s |
| 4     | Omar Chokhmane       | Marokko        | 21,29 s |
| 5     | Luiz da Silva        | Brasilien      | 21,81 s |
| 6     | Eston Kaonga         | Malawi         | 22,18 s |
| DNS   | Benedict Majekodunmi | Nigeria        |         |

### Vorlauf 6
Wind −1,4 m/s
| Platz | Name                        | Nation              | Zeit    |
| ----- | --------------------------- | ------------------- | ------- |
| 1     | Chuck Smith                 | USA                 | 20,79 s |
| 2     | Wladimir Lowezki            | Sowjetunion         | 20,99 s |
| 3     | Sunil Gunawardene           | Ceylon              | 21,60 s |
| 4     | Trevor James                | Trinidad und Tobago | 21,83 s |
| 5     | Zain-ud-Din bin Abdul Wahab | Malaysia            | 21,87 s |
| 6     | Dominic Saidu               | Liberia             | 22,48 s |
| 7     | Saad Khalil Al-Dosari       | Saudi-Arabien       | 22,56 s |
| DNS   | Jean-Louis Ravelomanantsoa  | Madagaskar          |         |

### Vorlauf 7
Wind: ±0,0 m/s
| Platz | Name                     | Nation           | Zeit    |
| ----- | ------------------------ | ---------------- | ------- |
| 1     | Jaroslav Matoušek        | Tschechoslowakei | 20,70 s |
| 2     | Francisco García         | Spanien          | 20,89 s |
| 3     | George Daniels           | Ghana            | 21,05 s |
| 4     | Jimmy Sierra             | Kolumbien        | 21,10 s |
| 5     | Kevin Johnson            | Bahamas          | 21,70 s |
| 6     | Ibrahim Saad Abdel Galil | Sudan            | 22,41 s |
| DNS   | Samphon Mao              | Khmer-Republik   |         |
| DNS   | Abdulaziz Abdulkarim     | Kuwait           |         |

### Vorlauf 8
Wind: +0,7 m/s
| Platz | Name              | Nation         | Zeit    |
| ----- | ----------------- | -------------- | ------- |
| 1     | Manfred Ommer     | BR Deutschland | 20,80 s |
| 2     | Hans-Joachim Zenk | DDR            | 20,93 s |
| 3     | James Addy        | Ghana          | 21,06 s |
| 4     | Dan Amuke         | Kenia          | 21,53 s |
| 5     | Nusrat Iqbal Sahi | Pakistan       | 22,07 s |
| DNF   | Saleh Alah-Djaba  | Tschad         |         |
| DNS   | Charlie Francis   | Kanada         |         |

### Vorlauf 9
Wind: +0,3 m/s
| Platz | Name               | Nation      | Zeit    |
| ----- | ------------------ | ----------- | ------- |
| 1     | Larry Burton       | USA         | 20,80 s |
| 2     | Lucien Sainte-Rose | Frankreich  | 21,09 s |
| 3     | Bevan Smith        | Neuseeland  | 21,17 s |
| 4     | Philippe Clerc     | Schweiz     | 21,32 s |
| 5     | Tukal Mokalam      | Philippinen | 21,81 s |
| 6     | William Dralu      | Uganda      | 21,87 s |
| DNS   | Larmeck Mukonde    | Sambia      |         |

## Viertelfinale
Datum: 3. September 1972, ab 15;40 Uhr

### Lauf 1
Wind: +2,2 m/s
| Platz | Name               | Nation           | Zeit    |
| ----- | ------------------ | ---------------- | ------- |
| 1     | Walerij Borsow     | Sowjetunion      | 20,30 s |
| 2     | Manfred Ommer      | BR Deutschland   | 20,53 s |
| 3     | Jiří Kynos         | Tschechoslowakei | 20,68 s |
| 4     | René Metz          | Frankreich       | 20,83 s |
| 5     | Jimmy Sierra       | Kolumbien        | 20,87 s |
| 6     | Omar Chokhmane     | Marokko          | 21,00 s |
| 7     | Guillermo González | Puerto Rico      | 21,10 s |
| DNS   | Michael Sands      | Bahamas          |         |

### Lauf 2

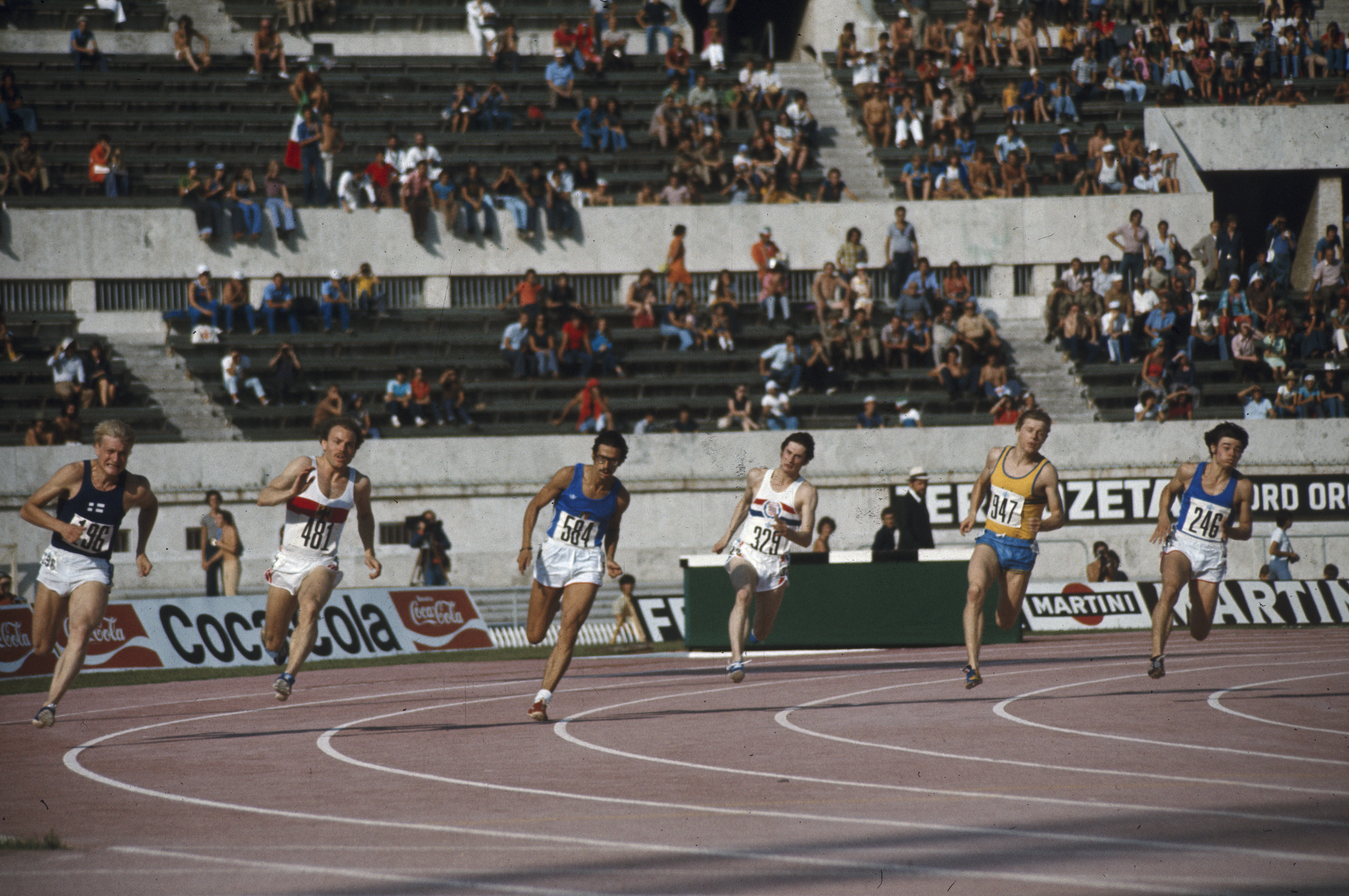
Bruno Cherrier (ganz rechts, bei den Europameisterschaften 1974) schied als Siebter der zweiten Halbfinals aus

Wind: +0,8 m/s
| Platz | Name              | Nation              | Zeit    |
| ----- | ----------------- | ------------------- | ------- |
| 1     | Jaroslav Matoušek | Tschechoslowakei    | 20,65 s |
| 2     | Chuck Smith       | USA                 | 20,66 s |
| 3     | Ainsley Armstrong | Trinidad und Tobago | 21,00 s |
| 4     | Bevan Smith       | Neuseeland          | 21,04 s |
| 5     | George Daniels    | Ghana               | 21,10 s |
| 6     | Andrés Calonge    | Argentinien         | 21,11 s |
| 7     | Markku Juhola     | Finnland            | 21,19 s |
| 8     | Sunil Gunawardene | Ceylon              | 21,31 s |

### Lauf 3
Wind: +0,4 m/s
| Platz | Name               | Nation              | Zeit    |
| ----- | ------------------ | ------------------- | ------- |
| 1     | Larry Burton       | USA                 | 20,68 s |
| 2     | Martin Jellinghaus | BR Deutschland      | 20,70 s |
| 3     | Siegfried Schenke  | DDR                 | 20,79 s |
| 4     | Philippe Clerc     | Schweiz             | 20,82 s |
| 5     | Edwin Roberts      | Trinidad und Tobago | 20,99 s |
| 6     | Pasqualino Abeti   | Italien             | 21,00 s |
| 7     | Ladislav Kříž      | Tschechoslowakei    | 21,46 s |
| DSQ   | James Addy         | Ghana               |         |

### Lauf 4
Wind: +0,4 m/s
| Platz | Name             | Nation      | Zeit    |
| ----- | ---------------- | ----------- | ------- |
| 1     | Larry Black      | USA         | 20,28 s |
| 2     | Donald Quarrie   | Jamaika     | 20,43 s |
| 3     | Bruno Cherrier   | Frankreich  | 20,62 s |
| 4     | Wladimir Lowezki | Sowjetunion | 20,83 s |
| 5     | Motsapi Moorosi  | Lesotho     | 20,90 s |
| 6     | Su Wen-ho        | Taiwan      | 21,47 s |
| 7     | Audun Garshol    | Norwegen    | 25,30 s |
| DNF   | Dan Amuke        | Kenia       |         |

### Lauf 5

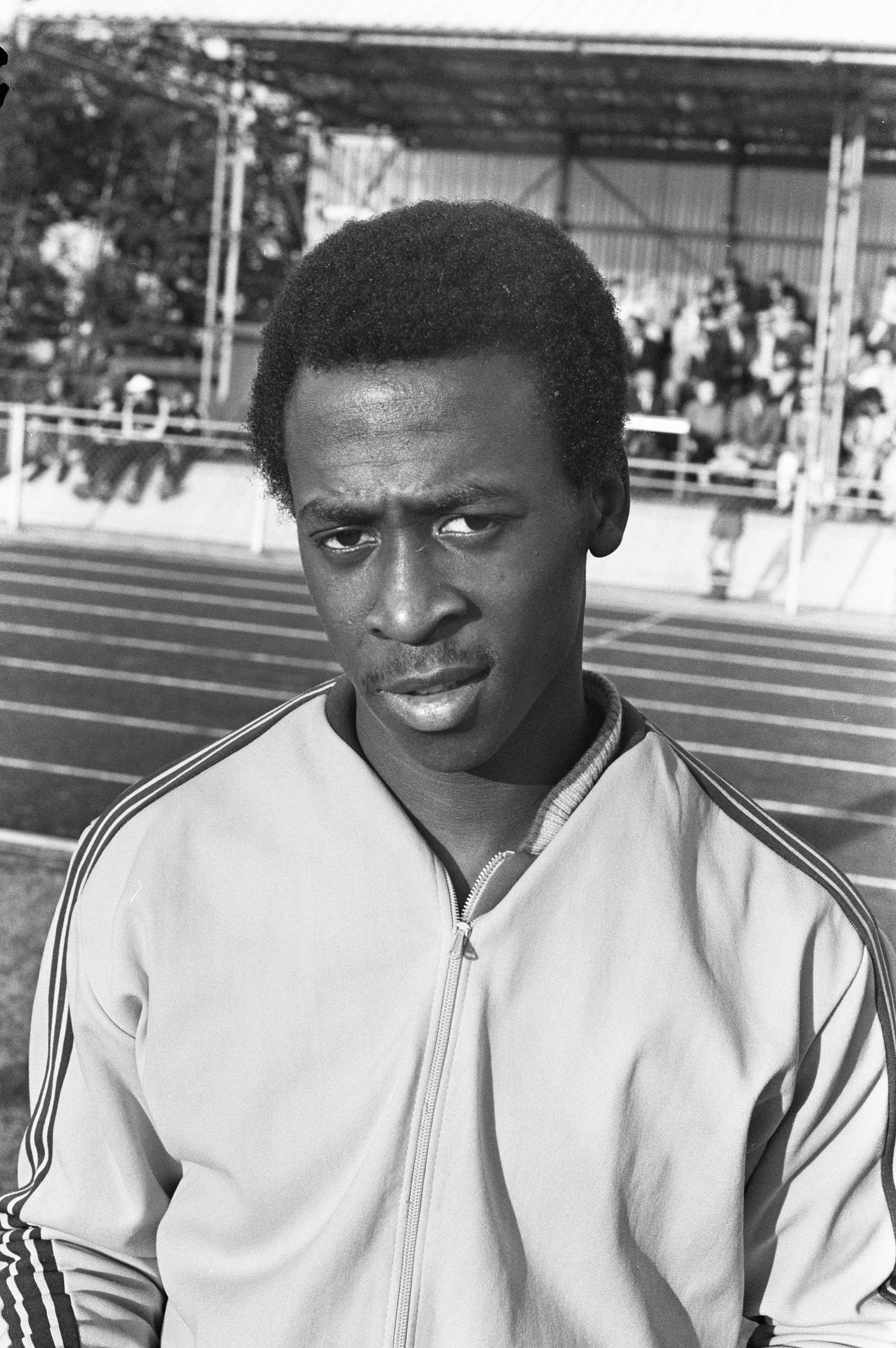
Sammy Monsels trat zu seinem Viertelfinalrennen nicht an

Wind: +1,2 m/s
| Platz | Name               | Nation                 | Zeit    |
| ----- | ------------------ | ---------------------- | ------- |
| 1     | Pietro Mennea      | Italien                | 20,47 s |
| 2     | Hans-Joachim Zenk  | DDR                    | 20,59 s |
| 3     | Richard Hardware   | Jamaika                | 20,76 s |
| 4     | Lucien Sainte-Rose | Frankreich             | 20,76 s |
| 5     | Francisco García   | Spanien                | 20,77 s |
| 6     | Trevor James       | Trinidad und Tobago    | 21,34 s |
| 7     | Brian Green        | Großbritannien         | 21,41 s |
| DNS   | Sammy Monsels      | Niederländisch-Guayana |         |

## Halbfinale
Datum: 4. September 1972, ab 15:25 Uhr

### Lauf 1

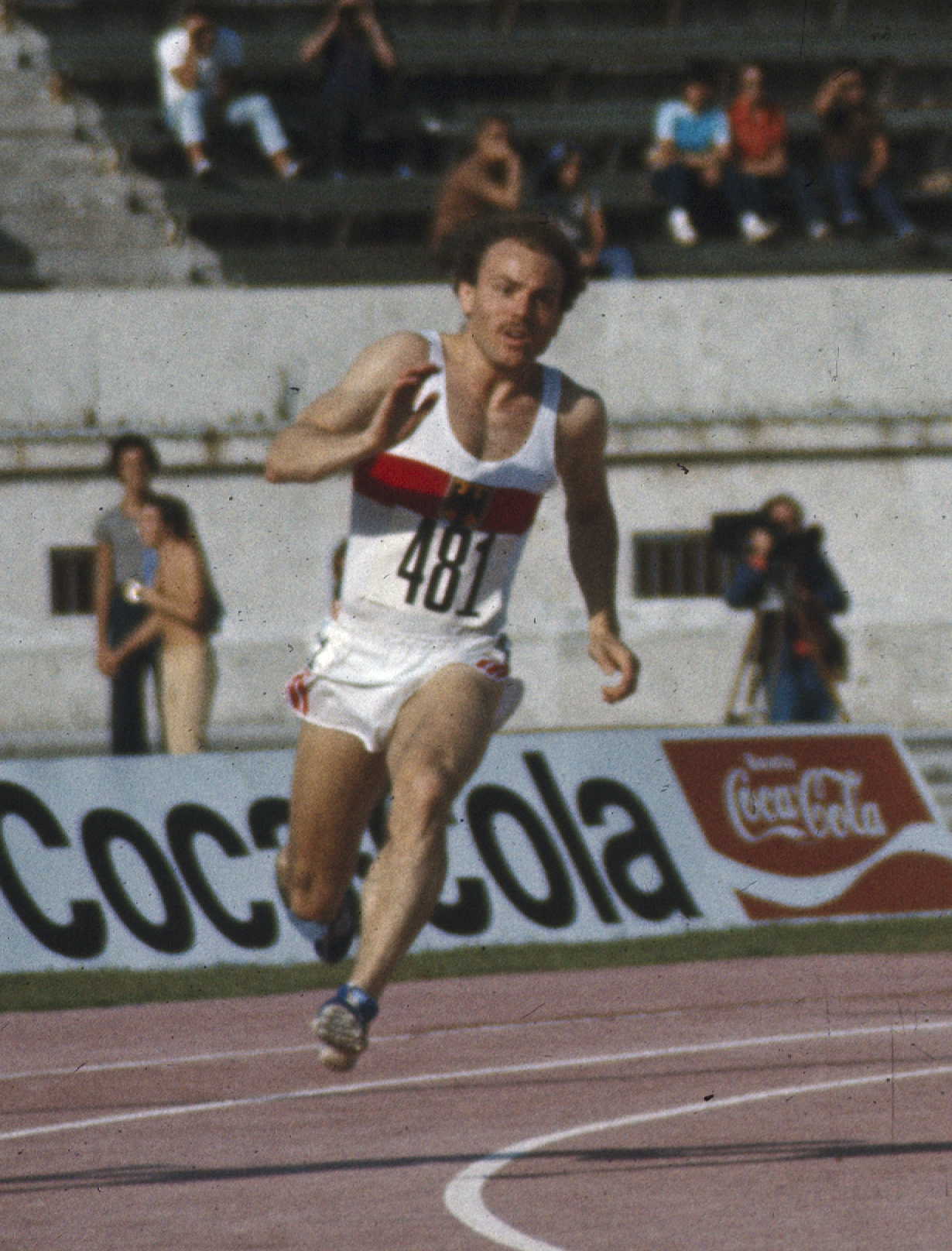
Manfred Ommer – ausgeschieden als Sechster des ersten Halbfinals

Wind: +0,4 m/s
| Platz | Name               | Nation           | Zeit    |
| ----- | ------------------ | ---------------- | ------- |
| 1     | Walerij Borsow     | Sowjetunion      | 20,74 s |
| 2     | Larry Burton       | USA              | 20,78 s |
| 3     | Chuck Smith        | USA              | 20,86 s |
| 4     | Siegfried Schenke  | DDR              | 20,97 s |
| 5     | Jaroslav Matoušek  | Tschechoslowakei | 20,99 s |
| 6     | Manfred Ommer      | BR Deutschland   | 21,08 s |
| 7     | Lucien Sainte-Rose | Frankreich       | 21,42 s |
| DNF   | Donald Quarrie     | Jamaika          |         |

### Lauf 2
Wind: −3,1 m/s
| Platz | Name               | Nation              | Zeit    |
| ----- | ------------------ | ------------------- | ------- |
| 1     | Larry Black        | USA                 | 20,36 s |
| 2     | Pietro Mennea      | Italien             | 20,52 s |
| 3     | Hans-Joachim Zenk  | DDR                 | 20,63 s |
| 4     | Martin Jellinghaus | BR Deutschland      | 20,75 s |
| 5     | Jiří Kynos         | Tschechoslowakei    | 20,88 s |
| 6     | Ainsley Armstrong  | Trinidad und Tobago | 21,13 s |
| 7     | Bruno Cherrier     | Frankreich          | 21,15 s |
| 8     | Richard Hardware   | Jamaika             | 21,24 s |

## Finale

Bronzemedaillengewinner Pietro Mennea (hier bei den Europameisterschaften 1974)
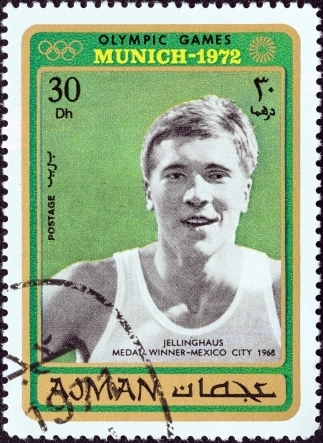
Rang sieben für Martin Jellinghaus, den Olympiafünften von 1968 über 400 Meter

Datum: 4. September 1972, 18:10 Uhr
| Platz | Name               | Nation         | Zeit    |
| ----- | ------------------ | -------------- | ------- |
| 1     | Walerij Borsow     | Sowjetunion    | 20,00 s |
| 2     | Larry Black        | USA            | 20,19 s |
| 3     | Pietro Mennea      | Italien        | 20,30 s |
| 4     | Larry Burton       | USA            | 20,37 s |
| 5     | Chuck Smith        | USA            | 20,55 s |
| 6     | Siegfried Schenke  | DDR            | 20,56 s |
| 7     | Martin Jellinghaus | BR Deutschland | 20,65 s |
| 8     | Hans-Joachim Zenk  | DDR            | 21,05 s |

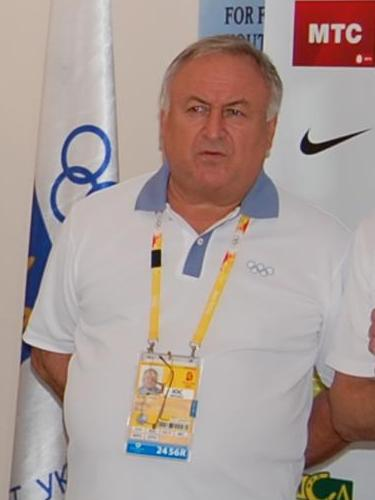
Walerij Borsow (hier im Jahr 2012) gewann seine zweite Goldmedaille

In diesem Rennen trafen im Gegensatz zum Rennen über 100 Meter die besten Läufer ihrer Zeit aufeinander. Favorisiert waren vor allem drei Athleten: der US-Amerikaner Larry Black, der Jamaikaner Donald Quarrie und der sowjetische 100-Meter-Olympiasieger Walerij Borsow. Quarrie zog sich eine Oberschenkelverletzung zu und konnte sich nicht für den Endlauf qualifizieren. Seine Zeit sollten bei den Spielen vier Jahre später noch kommen.
Wie schon über 100 Meter dominierte Borsow das Finalrennen von Beginn an und gewann mit neunzehn Hundertstelsekunden Vorsprung auf Larry Black, der auf die ungünstige Innenbahn gelost worden war, aber dennoch die Silbermedaille eroberte. Dritter wurde etwas überraschend der zwanzigjährige Italiener Pietro Mennea.
Walerij Borsow gewann damit als erster Läufer, der nicht aus den USA stammte, das olympische Double über 100 und 200 Meter.
Walerij Borsow und Pietro Mennea errangen über 200 Meter die jeweils ersten Medaillen für ihre Länder,
- Bronzemedaillengewinner Pietro Mennea
(hier bei den Europameisterschaften 1974)
- Rang sieben für Martin Jellinghaus,
den Olympiafünften von 1968 über 400 Meter

## Video
- Men's 200m - Munich 1972, youtube.com, abgerufen am 26. September 2021